# Xuân Thiên
Xuân Thiên là một xã thuộc huyện Thọ Xuân, tỉnh Thanh Hóa, Việt Nam.
Xã Xuân Thiên có diện tích 8.06 km², dân số năm 2004 là 10942 người, mật độ dân số đạt 1358 người/km².
Xã Xuân Thiên,huyện Thọ Xuân,Tỉnh Thanh Hóa là một xã nằm bên tả ngạn sông Chu,thuộc vùng trung du của huyện Thọ Xuân. phía Bắc giáp xã Thọ Minh, và xã Xuân Châu, phía đông giáp các xã Thọ Hải, Thọ Diên, Thọ Lâm.phía nam giáp xã Xuân Lam. Phía tây giáp xã Kiên Thọ(huyện Ngọc Lặc). Xã Xuân Thiên hay còn gọi là xã Quảng Thi (đời Hậu lê),hay làng Đầm được chia làm hai làng là Làng Quảng Thi(là làng cổ hoạt động sản xuất nông nghiệp là chủ yếu)và làng Quảng Ích(hoạt động thương nghiệp là chính). xã Xuân Thiên là một vùng quê giàu truyền thống văn hóa lịch sử mang đậm bản sắc dân tộc. Nơi đã sản sinh và nuôi dưỡng nhiều các bậc anh hùng,hào kiệt nổi tiếng trong lịch sử Việt Nam như các vị khai quốc công thần đời Lê là: lê Sao,Lê Lý,Trương Chiến và vua Lê Thế Tông. Đây cũng là địa phương có nhiều hoạt động kinh tế sôi động, phát triển của Thanh Hóa.